# Parabiago
Parabiago är en ort och kommun i storstadsregionen Milano, innan 31 december 2014 i provinsen Milano, i regionen Lombardiet i norra Italien. Kommunen hade 27 825 invånare (2018).